# Vojna oprema Islamske države
Popis oružja i vojne opreme koje koriste ili su koristili borci tzv. Islamske države.

## Pješačko oružje

### Jurišne i borbene puške
| Ime               | Vrsta         | Količina           | Porijeklo | Slika | Dodatne informacije                    |
| ----------------- | ------------- | ------------------ | --------- | ----- | -------------------------------------- |
| AK-47             | Jurišna puška | Nepoznata količina | Rusija    |       | Najviše upotrebljavana puška           |
| M16 (puška)       | Jurišna puška | Nepoznata količina | SAD       |       | Zapljenjene iračkoj vojsci i policiji. |
| M4A1              | Jurišna puška | Nepoznata količina | SAD       |       | Zapljenjene iračkoj vojsci i policiji. |
| Norinco CQ        | Jurišna puška | Nepoznata količina | Kina      |       |                                        |
| Heckler & Koch G3 | Borbena puška | Nepoznata količina | Njemačka  |       |                                        |

### Snajpersko oružje
| Ime          | Vrsta                           | Količina           | Porijeklo       | Slika | Dodatne informacije         |
| ------------ | ------------------------------- | ------------------ | --------------- | ----- | --------------------------- |
| Dragunov SVD | Poluautomatska snajperska puška | 3000+              | Sovjetski savez |       |                             |
| PSL/FPK      | Poluautomatska snajperska puška | Nepoznata količina | Rumunjska       |       |                             |
| M14 EBR      | Poluautomatska snajperska puška | Nepoznata količina | SAD             |       | Zapljenjeni iračkoj vojsci. |

### Strojnice
| Ime             | Vrsta                      | Količina           | Porijeklo       | Slika | Dodatne informacije                        |
| --------------- | -------------------------- | ------------------ | --------------- | ----- | ------------------------------------------ |
| RPD             | Laka strojnica             | Nepoznata količina | Sovjetski savez |       |                                            |
| RPK             | Laka strojnica             | Nepoznata količina | Sovjetski savez |       |                                            |
| PKM             | Taktičko automasko oružje  | Nepoznata količina | Sovjetski savez |       | Najčešće korištena strojnica ovakvog tipa. |
| M249            | Taktičko automatsko oružje | Nepoznata količina | SAD             |       | Zapljenjeno iračkoj vojsci i policiji.     |
| Rheinmetall MG3 | Višenamjenska strojnica    | Nepoznata količina | Njemačka        |       |                                            |
| NSV strojnica   | Teška strojnica            | Nepoznata količina | Sovjetski savez |       |                                            |
| DShK            | Teška strojnica            | Nepoznata količina | Sovjetski savez |       |                                            |

### Pištolji
| Ime               | Vrsta                  | Količina           | Porijeklo | Slika | Dodatne informacije |
| ----------------- | ---------------------- | ------------------ | --------- | ----- | ------------------- |
| Browning Hi-Power | Poluautomatski pištolj | Nepoznata količina | Belgija   |       |                     |
| Glock 17          | Poluautomatski pištolj | Nepoznata količina | Austrija  |       |                     |
| Walther P99       | Poluautomatski pištolj | Nepoznata količina | Njemačka  |       |                     |

### Eksplozivi, protutenkovsko i protuzračno oružje
| Ime                               | Vrsta                                             | Količina           | Porijeklo       | Slika | Dodatne informacije                     |
| --------------------------------- | ------------------------------------------------- | ------------------ | --------------- | ----- | --------------------------------------- |
| Improvizirana eksplozivna naprava | Improvizirana eksplozivna naprava                 | Nepoznata količina | Islamska država |       | Najčešće korištena eksplozivna naprava. |
| M62                               | Ručna bomba                                       | Nepoznata količina | SAD             |       |                                         |
| AGS-17                            | Automatski bacač granata                          | Nepoznata količina | Sovjetski savez |       |                                         |
| RPG-7                             | Protuoklopna raketa                               | Nepoznata količina | Sovjetski savez |       | Često korištena                         |
| RPG-22                            | Protuoklopna raketa                               | Nepoznata količina | Sovjetski savez |       |                                         |
| RPG-29                            | Protuoklopna raketa                               | Nepoznata količina | Sovjetski savez |       |                                         |
| M79 Osa                           | Protutenkovski raketni bacač                      | Nepoznata količina | Jugoslavija     |       |                                         |
| FIM-92 Stinger                    | Lako prijenosni raketni sustav protuzračne obrane | Nepoznata količina | SAD             |       | Zapljenjen iračkoj vojsci               |
| SA-7 Grail                        | Lako prijenosni raketni sustav protuzračne obrane | 8                  | Sovjetski savez |       |                                         |
| SA-16 Gimlet                      | Lako prijenosni raketni sustav protuzračne obrane | Nepoznata količina | Sovjetski savez |       |                                         |
| SA-24 Grinch                      | Lako prijenosni raketni sustav protuzračne obrane | Nepoznata količina | Sovjetski savez |       |                                         |
| BGM-71 TOW                        | Protutenkovska raketa                             | Nepoznata količina | SAD             |       |                                         |

## Vučno topništvo
| Ime        | Vrsta                       | Količina      | Porijeklo                  | Slika | Dodatne informacije         |
| ---------- | --------------------------- | ------------- | -------------------------- | ----- | --------------------------- |
| M198       | Vučna haubica               | Oko 52 komada | Sjedinjene Američke Države |       | Zapljenjeno iračkoj vojsci. |
| ZU-23-2    | Vučna protuzračna topništvo | 83            | Sovjetski savez            |       |                             |
| AZP S-60   | Protuzračni top             | 21            | Sovjetski savez            |       |                             |
| M-46 (top) | Zemljani top                | 34            | Sovjetski savez            |       |                             |

## Vozila

### Logistička vozila
| Ime             | Vrsta                               | Količina                                      | Porijeklo       | Slika | Dodatne informacije         |
| --------------- | ----------------------------------- | --------------------------------------------- | --------------- | ----- | --------------------------- |
| HMMWV           | Višenamjensko terensko vojno vozilo | 2300+                                         | SAD             |       | Zapljenjeni iračkoj vojsci. |
| Tehnička vozila | Improvizirana borbena vozila        | Od nekoliko stotina do nekoliko tisuća komada | Islamska država |       |                             |
| UAZ-469         | Lako višenamjensko vozilo           | 8                                             | Sovjetski savez |       | Zapljenjeni u Iraku.        |

### Tenkovi i borbena oklopna vozila
| Ime          | Vrsta                                     | Količina           | Porijeklo                  | Slika | Dodatne informacije                               |
| ------------ | ----------------------------------------- | ------------------ | -------------------------- | ----- | ------------------------------------------------- |
| BMP-1        | Borbeno vozilo pješaštva                  | 25                 | Sovjetski savez            |       | Zapljenjeno u Iraku i Siriji.                     |
| MT-LB        | Oklopni transporter                       | Nepoznata količina | Sovjetski savez            |       |                                                   |
| BRDM-2       | Amfibijski izvidnički oklopni transporter | 6                  | Sovjetski savez            |       |                                                   |
| MRAP         | Oklopni transporter                       | 13                 | SAD                        |       | Zapljenjeno iračkoj policiji                      |
| M1117        | Oklopni transporter                       | 17                 | SAD                        |       | Zapljenjeno iračkoj policiji                      |
| M113         | Oklopni transporter                       | ~52                | SAD                        |       | Zapljenjen iračkoj vojsci                         |
| T-55         | Glavni borbeni tenk                       | Najmanje 83 komada | Sovjetski savez            |       | Zapljenjen iračkoj vojsci i libijskim militantima |
| T-72         | Glavni borbeni tenk                       | 22                 | Sovjetski savez            |       |                                                   |
| M1A1M Abrams | Glavni borbeni tenk                       | 1-2                | Sjedinjene Američke Države |       | Zapljenjen iračkoj vojsci.                        |

### Samohodno topništvo
| Ime          | Vrsta                     | Količina | Porijeklo       | Slika | Dodatne informacije         |
| ------------ | ------------------------- | -------- | --------------- | ----- | --------------------------- |
| 2S1 Gvozdika | Samohodno topništvo       | 3-4      | Sovjetski savez |       | Zapljenjen sirijskoj vojsci |
| ZSU-23-4     | Samohodni protuzračni top | 3        | Sovjetski savez |       | Zapljenjen sirijskoj vojsci |
| BM-21 Grad   | Višecijevni lanser raketa | 11       | Sovjetski savez |       |                             |

### Borbeno zrakoplovstvo
| Ime                | Vrsta                             | Količina          | Porijeklo       | Slika | Dodatne informacije                                                                           |
| ------------------ | --------------------------------- | ----------------- | --------------- | ----- | --------------------------------------------------------------------------------------------- |
| MiG-21/BiS         | Višenamjenski nadzvučni zrakoplov | 19 (1 u upotrebi) | Sovjetski savez |       | Prvobitno 3 borbeno sposobna zrakoplova. Sirijska protuzračna obrana tvrdi da je oborila dva. |
| Aero L-39 Albatros | Školski laki jurišni zrakoplov    | 3                 | Češka           |       | Prvobitno 4 komada. Kasnije jedan upotrebljen za rezervne djelove i tehničke popravke.        |
| Mohajer 4          | Dron                              | 6+                | Iran            |       | Zapljenjeni iračkoj protuzračnoj obrani.                                                      |